# Ponte della Priula
Ponte della Priula è una frazione del comune di Susegana, in provincia di Treviso.

## Geografia fisica
Ponte della Priula si estende all'estremità sud-ovest del comune di Susegana, in un'area pianeggiante sulla riva sinistra del Piave.

## Storia
Sin dall'epoca romana questa zona ha rappresentato un punto nevralgico nei collegamenti stradali. Si ritiene che il ponte della Priula abbia quindi origini antichissime e vide il passaggio di numerosi eserciti invasori. Un tempo costruito in legno, fu distrutto e ricostruito più volte e venne bruciato dai francesi nel 1807. Solo ai primi del Novecento fu rifatto in pietra e cemento. Gli ultimi gravi danneggiamenti risalgono alla Grande Guerra. Su questo ponte si incontravano la Via Claudia Augusta Altinate proveniente da Altino e diretta a Feltre e la Via Iulia Augusta proveniente da Mestre e diretta a Udine.
L'appellativo "della Priula" si riferisce ai patrizi veneziani Priuli.

## Monumenti e luoghi d'interesse

### Il tempio votivo
Il Tempio Votivo alla fraternità europea dedicato ai caduti di tutte le guerre fu progettato a partire dal 1934 e solennemente inaugurato nel 1983; sul suo campanile troneggia la famosa campana denominata Ave Plavis, donata per l'occasione dai ragazzi del '99 (combattenti della Prima Guerra Mondiale).
L'edificio ha una cripta, nella quale sono custodite le spoglie dei soldati di ognuna delle nazioni che combatterono nella Grande Guerra.
All'interno un grande organo di Andrea Zeni, del 2012.

### Il capitello della Beata Laura Vicuña
Struttura votiva risalente al 1991, il capitello costruito in segno di devozione a Laura Vicuña è simbolo di un culto nascente. La forma dell'edificio è quella di un tabernacolo con architrave in legno: la cavità contiene una pittura e delle formelle, i cui bassorilievi rappresentano scene sacre legate alla beata cilena.

### Il Piave

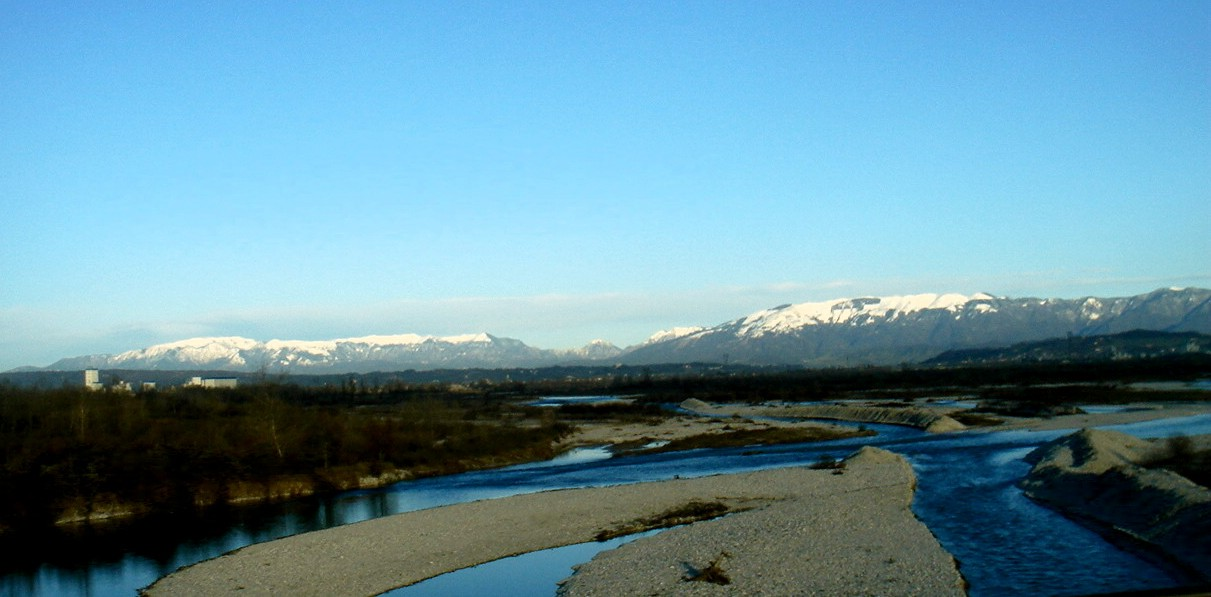
Il Piave verso Ponte della Priula (veduta da sud)

A Ponte della Priula il fiume Piave è attraversato da due ponti, uno ferroviario e uno stradale.

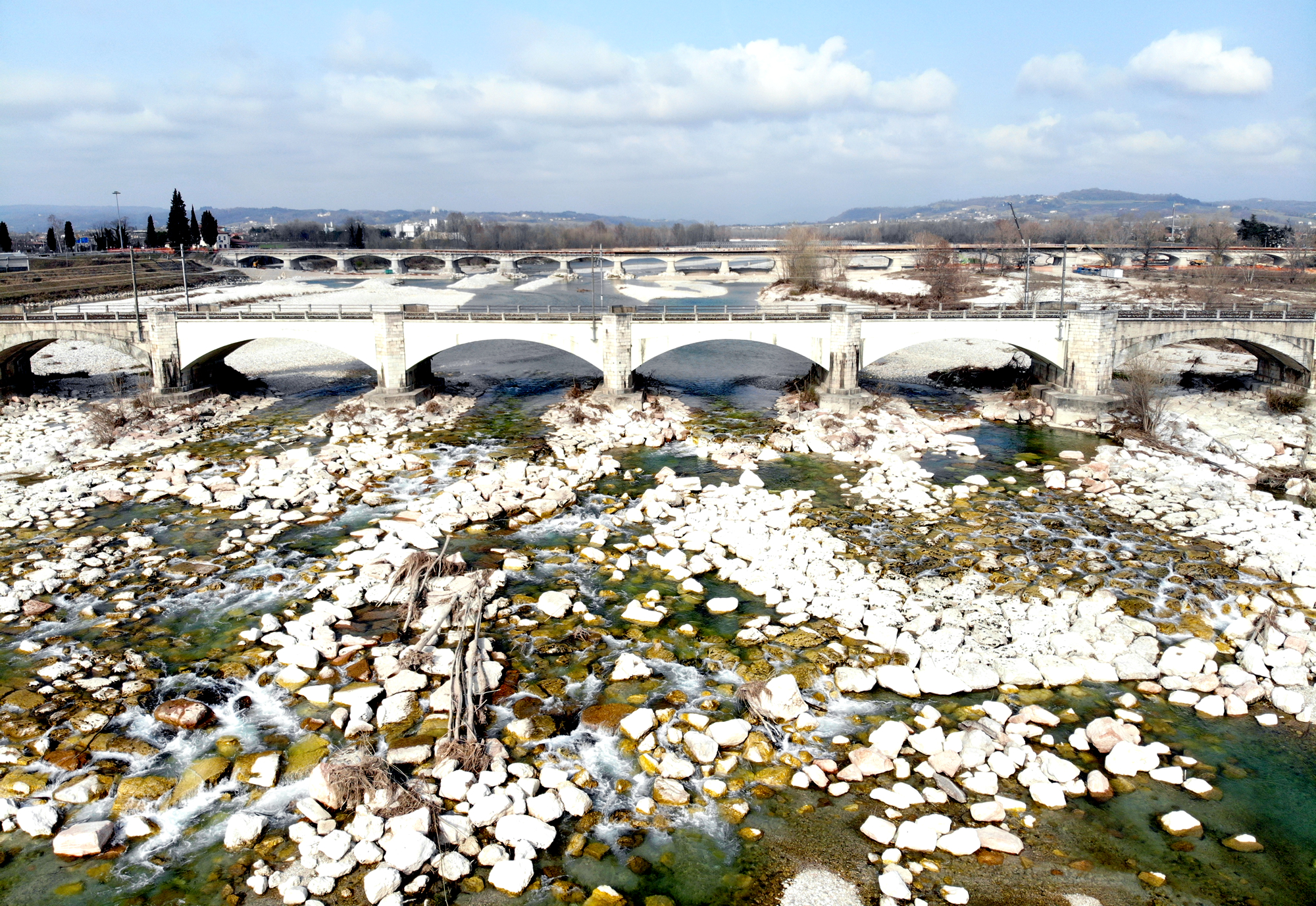
Ponte ferroviario in primo piano e stradale in secondo piano. In terzo piano ponte provvisorio durante la manutenzione del ponte stradale.

## Infrastrutture e trasporti

### Strade
- Strada statale 13 Pontebbana Via Julia Augusta: per mezzo del ponte sul Piave, la strada mette in collegamento Conegliano e la Sinistra Piave a Treviso e alla Destra Piave.
- Strada Provinciale 34 Sinistra Piave: via che unisce Ponte di Piave e Vidor, incontrando Ponte della Priula a metà del percorso.
- Strada Provinciale 45 Ramoncello: via che unisce Ponte della Priula e Santa Lucia di Piave.

### Ferrovie
Ha sede nella frazione la stazione ferroviaria di Susegana, sulla linea Venezia – Udine. Il ponte ferroviario che attraversa il Piave è pochi metri a sud del ponte della Statale 13.

### Tranvia
Il 15 ottobre 1908 la Società Veneta per le imprese e costruzioni pubbliche (SV) presentò il progetto di una tranvia da Susegana (dalla stazione di Ponte della Priula) a Pieve di Soligo, La linea fu inaugurata ufficialmente il 16 novembre del 1913 concessa alla Società Veneta e soppressa formalmente nel 1931. Gravemente danneggiata durante la prima guerra mondiale, la stessa venne provvisoriamente trasformata in ferrovia militare e prolungata fino a Revine Lago.